# 百合香
百合香（ゆりか、旧名は山口 万里花、山口 ひかり。1991年11月20日 - ）は、神奈川県出身の歌手、女優、元グラビアアイドル。以前の所属はプロダクションアンカー。

## 来歴
2010年に女性ユニット「Girl's Next」のR1（第1期）メンバーに選ばれる。
2011年2月19日、自宅のベランダで負傷。頚椎損傷と診断され左半身麻痺となったが、公式ブログによると2012年3月時点では足の麻痺が回復しはじめ、左上半身の麻痺を軽減するためのリハビリを行っている、とのこと。同5月11日、所属事務所より正式に引退が発表された。
2012年7月12日配信のインサイドXbox最終回スペシャル2に出演。ゲストMCとして参加し、「私はこの通り全く元気になりました」と改めて体調復帰のコメントを寄せた。

## 人物
父親は俳優の新田純一。母親は元歌手のひろえ純。姉はグラビアアイドルの山口ゆう。
趣味はダンス、一人カラオケ。特技はダンス全般、ものまね。好きな食べ物はしゃぶしゃぶ、豆もやし。好きなタレントとして、ジャネット・ジャクソン、AI、ジャスティン・ティンバーレイク、クリスティーナ・アギレラ、ブリトニー・スピアーズをあげている。
AKB48の峯岸みなみとは小学校時からの友人。

## 出演

### 映画
- 杉に生きる
- あいのこころ（2008年） - 村瀬ひとみ 役
- 時空警察ハイペリオン（2009年） - 三ツ星ひかり / 時空刑事リゲル 役

### 舞台
- 友情 Friendship 〜秋桜のバラード〜（2005年） - 主演
  - このとき山口は役作りのため、髪の毛を丸刈りにした。

### DVD
- ビットバレット（2008年） - 早田ヒカリ 役

### テレビ
- 風のいたずら（千葉テレビ）
- グラビアの美少女#381（MONDO21等）
- カード学園（2009年7月3日 - 、TBSテレビ）

### ラジオ
- DJ Tomoaki's Radio Show!（2010年5月20日、下北FM） - ※ Girl's Nextのメンバーとしてゲスト出演

### CM
- つぶつぶ野菜ケチャップ（ナガノトマト）

### イメージDVD
- Little Venus（2003年7月24日、アートハウスゴン） - ※山口万里花 名義
- Sunshine Love（2005年10月28日、海王社）
- ひかり 13歳（2006年2月1日、カルチュア・コンビニエンス・クラブ）
- Chu→Boh学園 '06春（2006年3月24日、海王社） - ※オムニバス
- ひーFLASH（2006年6月23日、海王社）
- ひかりの国からぼくらのために。（2006年9月22日、竹書房）
- 風とひかりと太陽と。（2006年12月25日、GPミュージアムソフト）
- 制服（2007年2月23日、海王社）
- 天真爛漫 15歳（2007年5月24日、オルスタックソフト販売）
- ひかりの中へ（2007年8月24日、彩文館出版）
- おかえりお兄ちゃん（2007年9月21日、おかえりお兄ちゃん倶楽部）
- good bye 15（2007年11月25日、エアーコントロール）
- 風ひかる（2008年2月20日、ラインコミュニケーションズ）
- Angel Kiss 〜てぃーだのひかり〜（2008年8月22日、トリコ）
- SWINUTION（2009年3月6日、トリコ）
- 青春のひかり（2009年11月28日、晋遊舎）

### 雑誌
- Chu→Boh（海王社） - グラビア
- 週刊少年チャンピオン（2008年、秋田書店） - マスコットガール選手権グランプリ

### 写真集
- 制服日和シリーズ
  - 制服日和 通学編
  - 制服日和 放課後編
- 美少女予報シリーズ
  - 美少女予報 初デート
  - 美少女予報 しっとりデート
  - 美少女予報 お部屋で水着
  - 美少女予報 どきどきメイドデート
  - 美少女予報 しっとり浴衣デート
  - 美少女予報 お家でデート
  - 美少女予報 水着でデート
  - 美少女予報 ときめきバスルーム
  - 美少女予報 どっきどき水着デート
- プチエンジェルシリーズ
  - プチエンジェル ときめきビキニ編
  - プチエンジェル どきどきビキニ編
  - プチエンジェル ラヴリーウェイトレス編

以上は著者会田我路、発行SPLASHPRO。
- いもうと倶楽部シリーズ
  - 清純いもうと倶楽部 山口ひかり 13歳デジタル写真集vol．1
  - 清純いもうと倶楽部 山口ひかり 13歳デジタル写真集vol．2

以上は著者・発行いもうと倶楽部。
- 現役女子高生グラビアシリーズ
  - 現役女子高生グラビア 山口ひかり デジタル写真集vol.1
  - 現役女子高生グラビア 山口ひかり デジタル写真集vol.2
  - 現役女子高生グラビア 山口ひかり デジタル写真集vol.3
  - 現役女子高生グラビア 山口ひかり デジタル写真集vol.4

以上は著者・発行現役女子高生グラビア。

### その他
- インサイド Xbox（2009年7月1日 - 2011年3月12日・2012年7月12日（最終回スペシャル2）、日本マイクロソフト）